# جون ماير (لاعب اتحاد الرغبي)
جون ماير (بالإنجليزية: Johan Meyer)‏ هو لاعب اتحاد الرغبي جنوب أفريقي، ولد في 26 فبراير 1993 في بورت إليزابيث في جنوب أفريقيا.

## وصلات خارجية
- يوحنا ماير عل موقع إسبنسكروم (الإنجليزية)
- يوحنا ماير على موقع ItsRugby.co.uk (الإنجليزية)